# São João Batista (Entroncamento)
Nota linguística: Com a entrada em vigor do Novo Acordo Ortográfico este topónimo passará a ser grafado São João Batista.
A Freguesia de São João Baptista é uma freguesia portuguesa do Município do Entroncamento, com 4,56 km² de área e 7292 habitantes (censo de 2021)., tendo, por isso, uma densidade populacional de 1 599,1 hab./km².
Corresponde ao remanescente da antiga única freguesia do Município, a Freguesia do Entroncamento, que foi renomeada para Freguesia de São João Batista, na sequência da desanexação de uma parte, em agosto de 2003, para formar a nova freguesia de Nossa Senhora de Fátima. Esta alteração tornou-se oficial em 1 de janeiro do ano seguinte.

## Demografia
A população registada nos censos foi:
| Distribuição da População por Grupos Etários | Distribuição da População por Grupos Etários | Distribuição da População por Grupos Etários | Distribuição da População por Grupos Etários | Distribuição da População por Grupos Etários |
| -------------------------------------------- | -------------------------------------------- | -------------------------------------------- | -------------------------------------------- | -------------------------------------------- |
| Ano                                          | 0-14 Anos                                    | 15-24 Anos                                   | 25-64 Anos                                   | > 65 Anos                                    |
| 2001                                         | 2973                                         | 2273                                         | 10315                                        | 2613                                         |
| 2011                                         | 972                                          | 735                                          | 4067                                         | 1802                                         |
| 2021                                         | 944                                          | 699                                          | 3680                                         | 1969                                         |

## Turismo e Cultura

### Como chegar

#### Comboio
A melhor forma de visitar a freguesia é vir de comboio utilizando a linha do norte ou a linha da Beira Baixa e sair na estação do Entroncamento, do lado do edifício das bilheteiras.

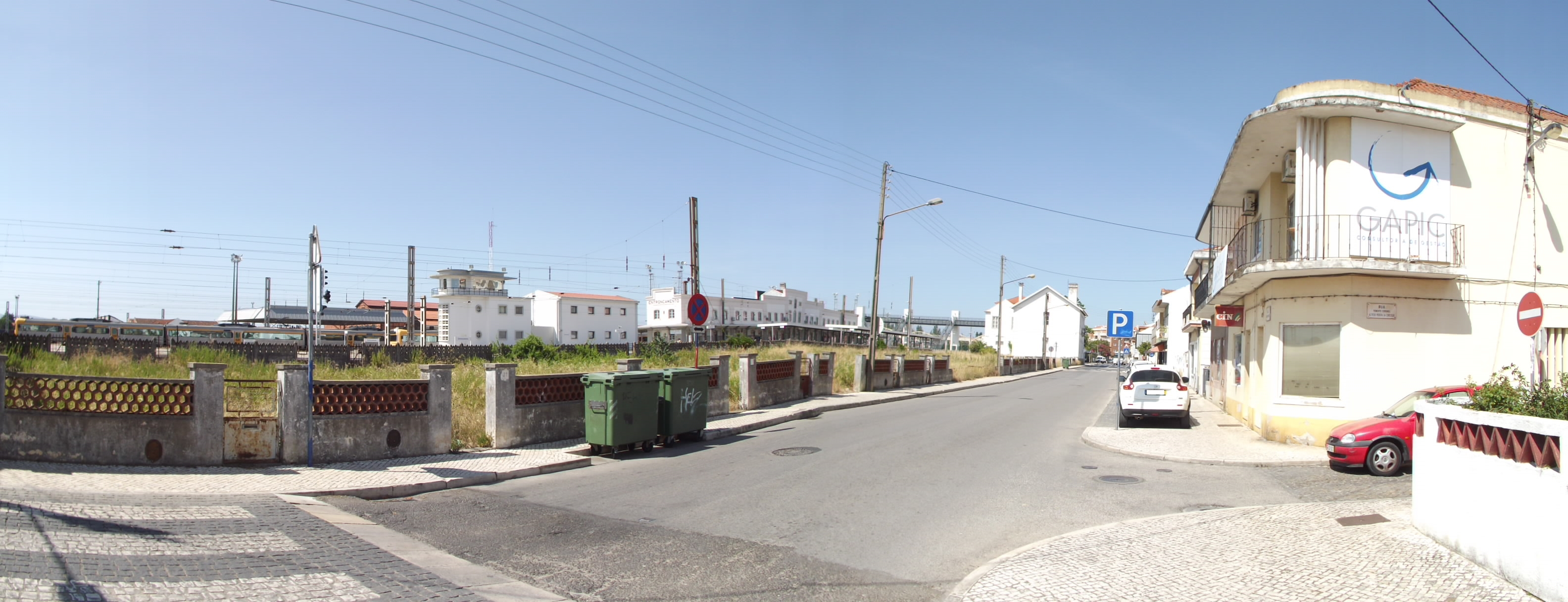
Vista parcial sob a estação de caminhos-de-ferro do lado da freguesia de São João Batista - Entroncamento

#### Autocarro
Se utilizar o autocarro para se deslocar, vários terminam o percurso ou fazem escala na paragem de autocarros do Entroncamento - Estação que fica em frente da estação de caminhos-de-ferro (Praça da República).
O Entroncamento não possui Terminal Rodoviário mas apenas uma zona de paragem com 3 abrigos para passageiros na Praça da República. Eventuais indicações de horários (no local) podem ser visualizadas na "Cervejaria Heleno" que se encontra por de trás dos 3 abrigos para os passageiros.
Se utilizar a rede expresso terá de sair no terminal de camionagem na cidade de Torres Novas e apanhar outro autocarro que passe ou termine o seu percurso no Entroncamento escolhendo a opção "Entroncamento (est.)" para ficar na Praça da República em frente à estação dos caminhos-de-ferro, ou "Entroncamento" para sair na paragem que fica depois da ponte que passa sobre as linhas de caminho-de-ferro, do lado esquerdo (a seguir à ponte) terá os bombeiros voluntários, do lado direito a Câmara Municipal e depois de passar os semáforos tem a paragem propriamente dita (peça ao motorista para parar aí), para saber a informação de horários e preços deverá consultar o web site da Rodoviária do Tejo que presta serviço na região.
Em caso de incompatibilidade de horários poderá vir de Táxi, seja apanhando um à saída do Terminal Rodoviário em Torres Novas ou ligando para a praça de Táxis no Entroncamento (+351 249726426).

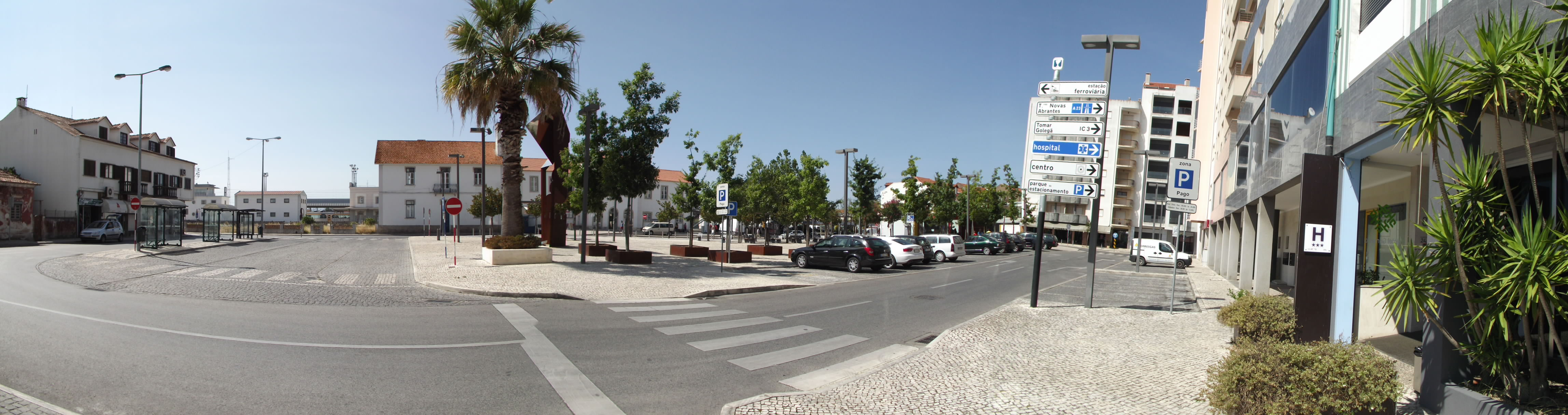
Praça da República. À esquerda da imagem encontra-se a zona de paragem dos autocarros (com os três abrigos para passageiros). Ao centro ao fundo encontra-se a Estação de caminhos-de-ferro, um pouco mais para o lado direito ao fundo é possível ver parcialmente a praça de táxis. Ao centro mais próximo encontra-se a zona da praça onde as pessoas tem algumas cadeiras à disposição para se sentarem. Um pouco mais para a direita e meio encoberto pelas árvores encontra-se o posto de turismo. Do lado mais direito da imagem pode visualizar-se a entrada para o Hotel Gameiro.

#### Táxis
Nesta freguesia encontra-se a principal praça de Táxis do município, próxima (poucos metros de distância) do edifício das bilheteiras da estação de caminhos-de-ferro, na rua Latino Coelho na zona próxima da Praça da República.

#### Automóvel
Se vier de automóvel a forma mais fácil é vir pela auto-estrada  A23 e ir pela saída com a indicação "IC3 / Entronc.to / Barquinha", mais perto da saída também tem a indicação "Golegã", entrando assim no IC3, saia na segunda saída à direita (cerca de 4 Km depois de sair da A23) que tem a placa "Entronc.to", entrando assim na estrada N365 e estando assim dentro da freguesia (também pode ir pela primeira saída que tem a indicação "Entronc.to / Barquinha", virando depois à direita no topo da subida (tem a indicação "Entronc.to" e passado uns 360 metros entra na rotunda e sai na 3 saída e chegando à outra rotunda já estará na freguesia).

### Transportes urbanos
Para além dos meios de transporte já referidos existe ainda o serviço TURE (Transportes Urbanos do Entroncamento). A freguesia é servida por todas as 4 linhas atualmente existentes. A linha mais importante do TURE nesta freguesia é a linha azul, que cobre uma maior área da freguesia e que tem mais passagens de mini-autocarros ao longo do dia.

### Hotelaria
Existe na freguesia duas ofertas o Hotel Gameiro e uma pensão, ambos próximos da estação de caminhos-de-ferro.

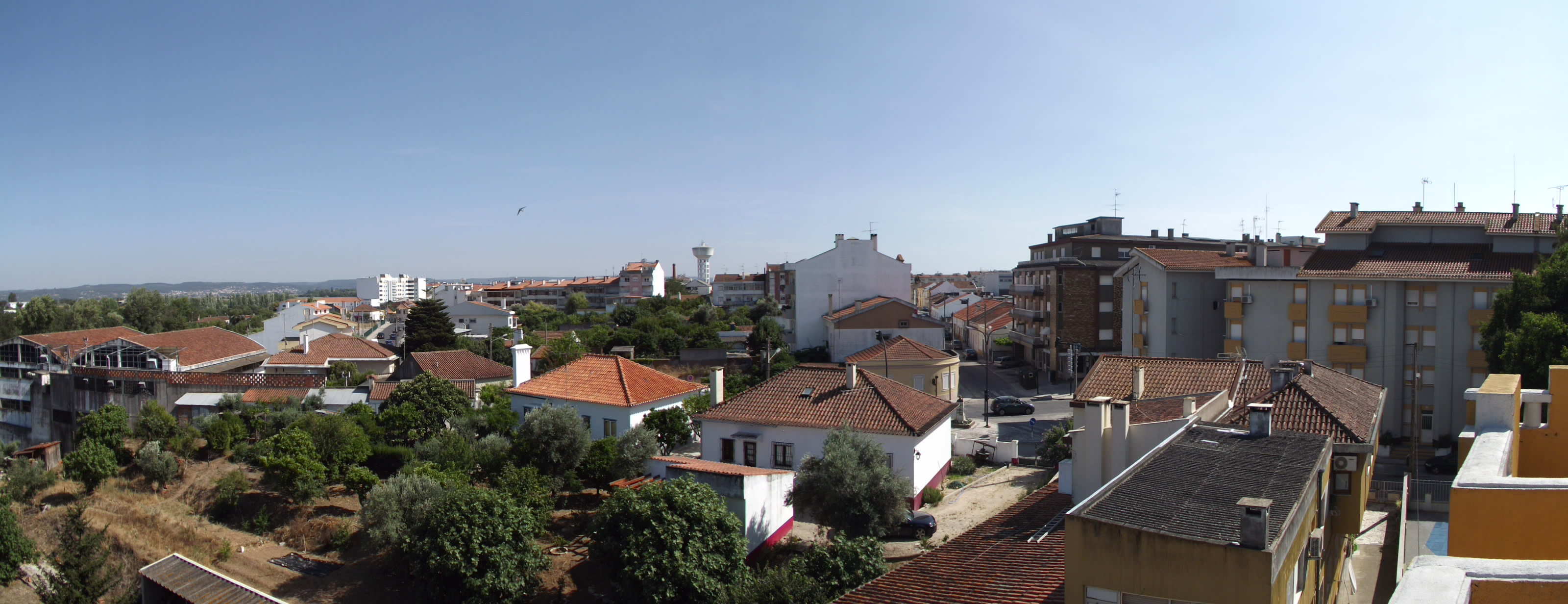
Vista panorâmica sobre uma pequena parte da freguesia de São João Batista - Entroncamento a partir do miradouro no Jardim Parque Dr. Pereira Caldas.

### Posto de Turismo
Nesta freguesia está implementando o Posto de Turismo, situado na Praça da República em frente à estação de caminhos-de-ferro.
Funciona de terça-feira a sábado entre 9h30-13h00 e as 14h00-17h30.

### Museu
No limite nordeste desta freguesia com a freguesia de Nossa Senhora De Fátima, na zona da Estação de caminhos-de-ferro, encontra-se implementado o Museu Nacional Ferroviário sendo esse o museu mais próximo da freguesia com grande visibilidade.

### Exposições temporárias
No Centro Cultural está situada a Galeria Municipal onde são realizadas exposições temporárias com muita regularidade.

## Festas, Feiras, Mercados & Eventos

### Eventos promovidos pelo Município
- "Viver o Comércio", no primeiro sábado de cada mês, sempre que o tempo o permite, existem atividades para chamar pessoas para a rua e promover o comércio local. O que é organizado quase sempre decorre na Praça Salgueiro Maia e na Rua Luís Falcão de Sommer.[14][15][16][17][18]

É possível encontrar informações sobre as iniciativas no portal oficial Viver o Comercio.
- "Feira de Antiguidades e Velharias", decorre no 2.º domingo de cada mês na Rua Luís Falcão de Sommer e Praça Salgueiro Maia (exceto quando a data coincidir com o domingo de Páscoa, assim como nos dias em que se realizem atos eleitorais) entre as 9h e as 18h no horário de verão e entre as 10h e as 17h no horário de inverno.

O objetivo é a exposição e venda de objetos e relíquias antigas que não se encontram mais à venda nas lojas.
- "Entroncamento em Flor", decorre normalmente algures na segunda quinzena de maio, e consiste em ter algumas ruas, praças, Associações, Escolas, espaços e edifícios públicos decorados com flores (normalmente falsas). Paralelamente existe um concurso "Montras em Flor" para incentivar o comércio local a aderir à iniciativa. Existem ainda outras atividades que ocorrem em simultâneo com a festa (desde animação de rua, exposições, música, etc.)[21]

### Festas promovidas pelo Município
- As "Festas de São João e da Cidade" & "Feira de Artesanato" costumam realizar-se todos os anos nesta freguesia, algures na segunda quinzena de junho, decorrendo as principais atividades no Largo em frente à Câmara Municipal do Entroncamento, Rua Luis Falcão de Sommer e Praça Salgueiro Maia. As festas de São João e da Cidade também já se realizaram no recinto multiusos.[22][23][24][25]

- "Feira de abril", decorre no Recinto Multiusos, algures durante o mês de abril, é a feira dos divertimentos com carrinhos de choque e similares e ainda com alimentação típica desse tipo de feiras.[26][27]

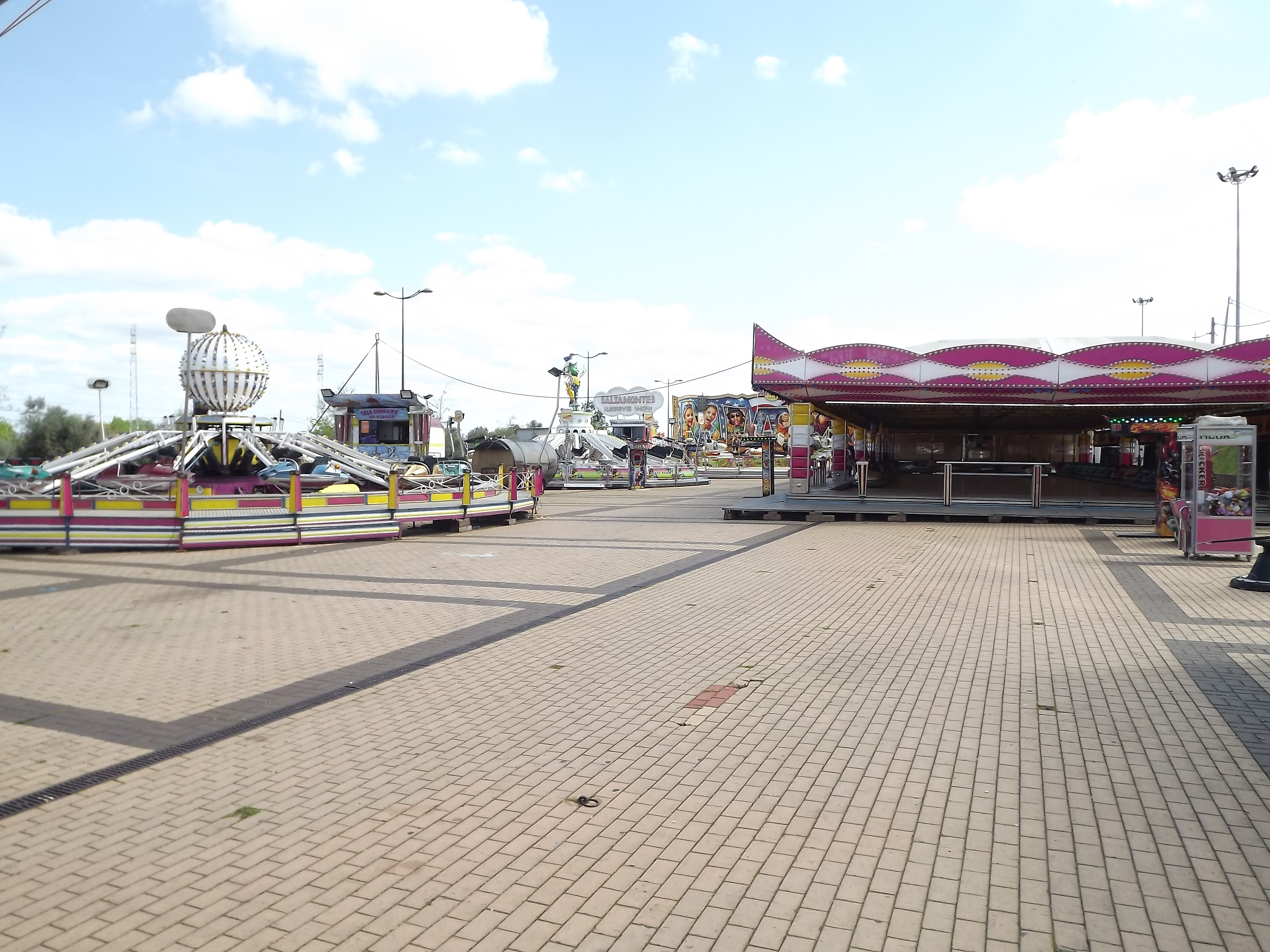
Feira de abril, no Entroncamento, que decorreu no ano de 2018. Perspetiva do interior.
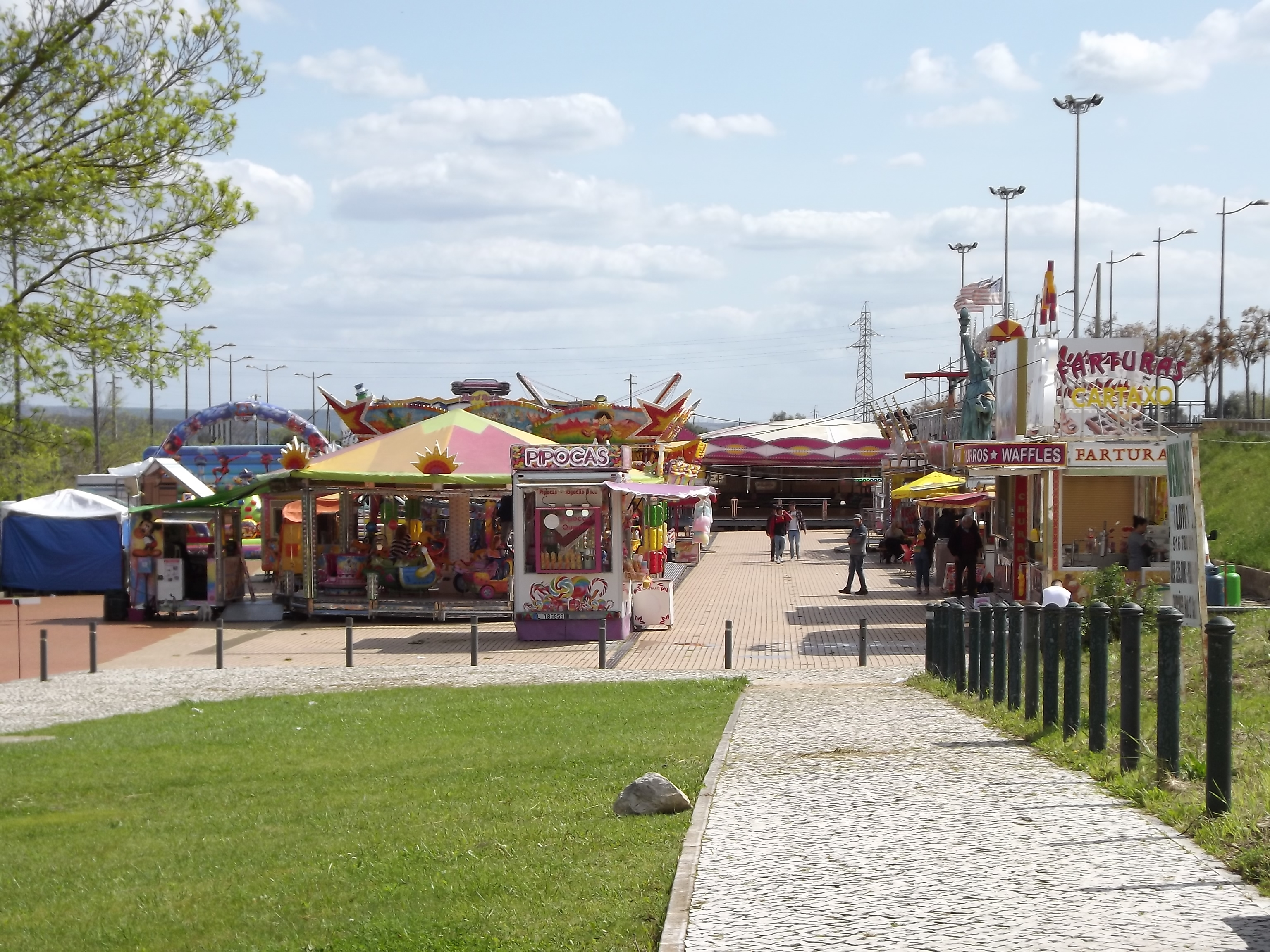
Feira de abril, no Entroncamento, que decorreu no ano de 2018. Perspetiva geral.

### Mercados
Aqui se encontra o Mercado Municipal onde decorre o "Mercado Diário" onde se comercializam de terça-feira a sábado alimentos diversos. O dia em que existe maior presença de vendedores e clientes é ao sábado. Funciona sempre da parte da manhã.

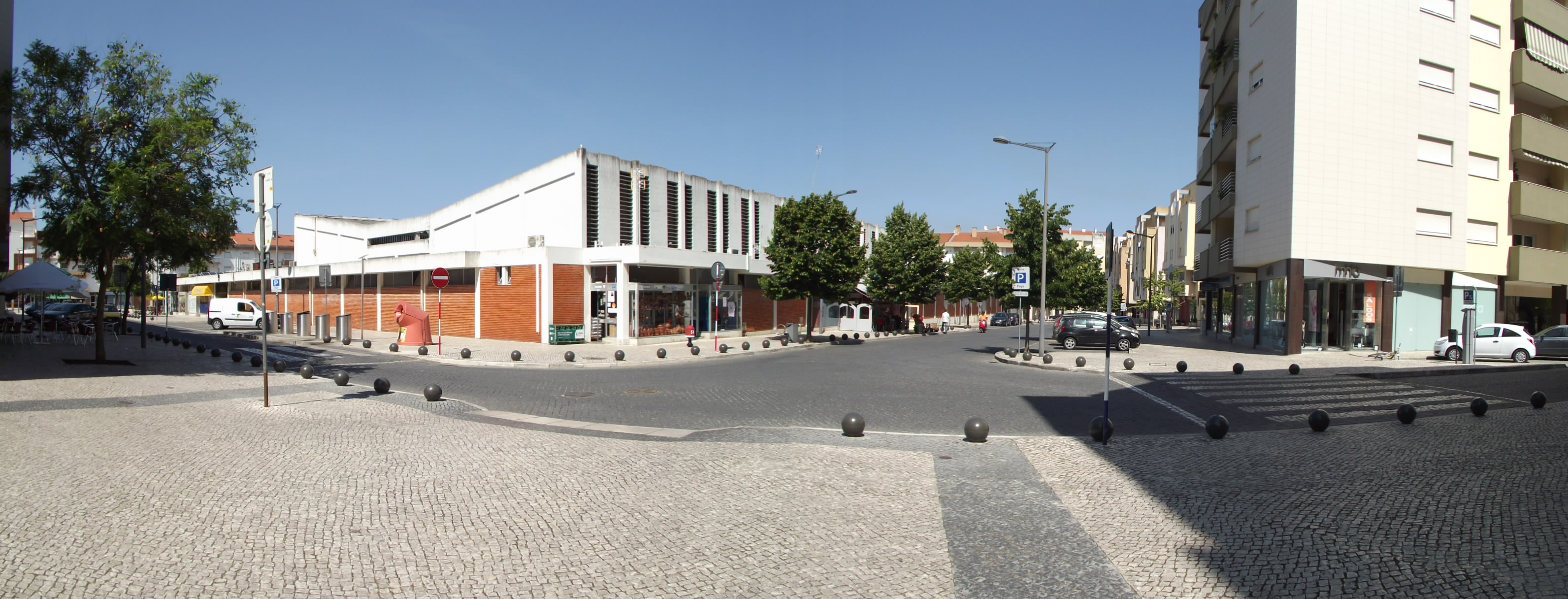
Vista parcial sobre o Mercado Municipal onde se realiza o mercado diário.

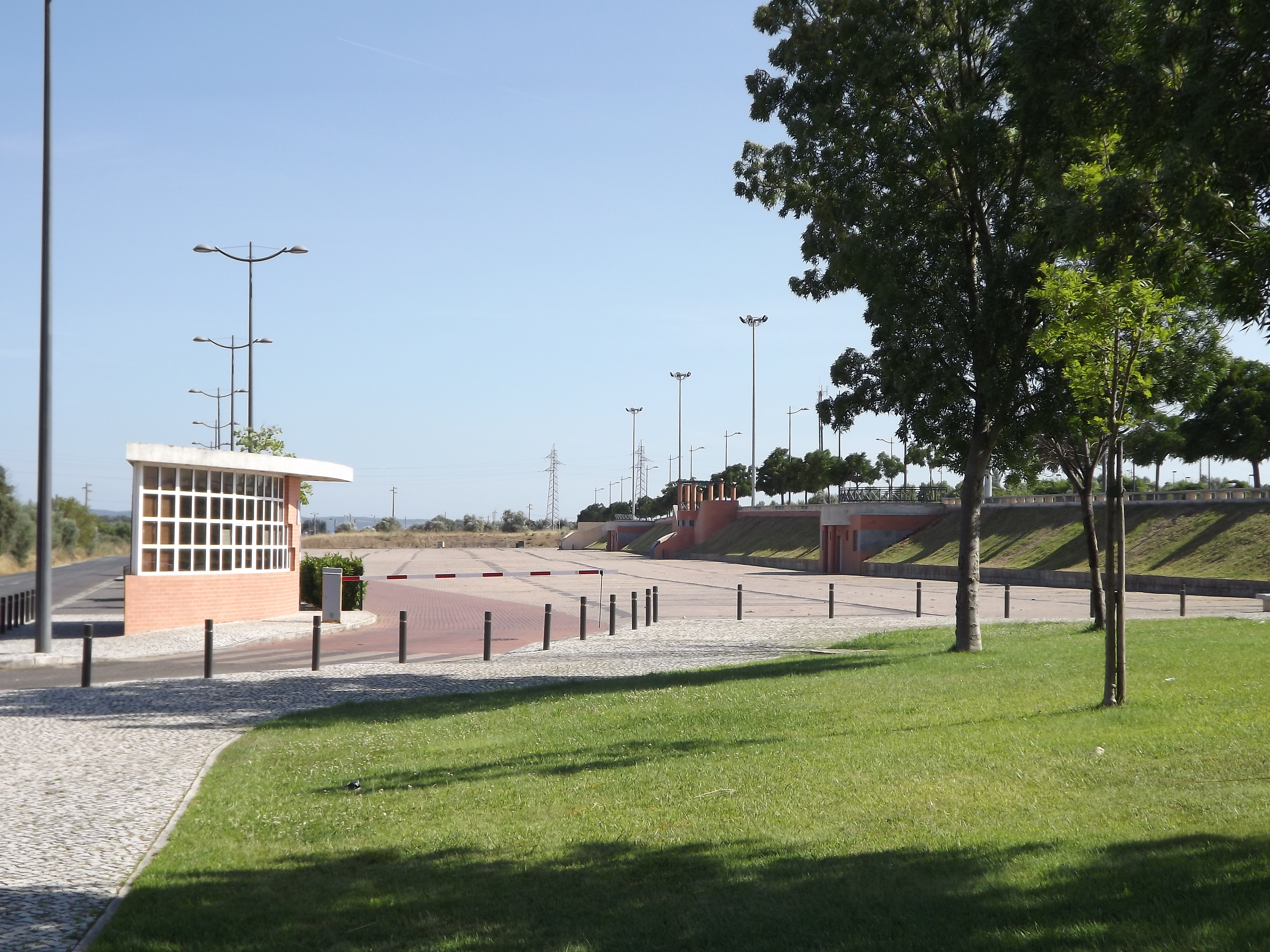
Recinto Multiusos onde se realizam os mercados semanais e grossistas, e também a feira de abril.

Existe ainda o Recinto Multiusos onde decorre, todos os sábados de manhã, o "Mercado Semanal" com: roupas, calçados & acessórios; mobiliários e outros diversos; comes & bebes.
No Recinto Multiusos decorre ainda o "Mercado Grossista" às quintas-feiras entre as 18h30 e as 21h00.

### Outros eventos
De forma regular decorrem eventos na Praça Salgueiro Maia alguns promovidos pelo Município e outros por empresários que exploram os bares na praça.
De forma esporádica, sobretudo no verão, decorrem algumas festas ou eventos no Jardim Serrão Lopes (vulgarmente conhecido por "Zona Verde"), oferta essa criada sobretudo pelo Município e muito esporadicamente por outras entidades privadas.
Ocorrem eventos no Centro Cultural com alguma regularidade ao longo do ano.

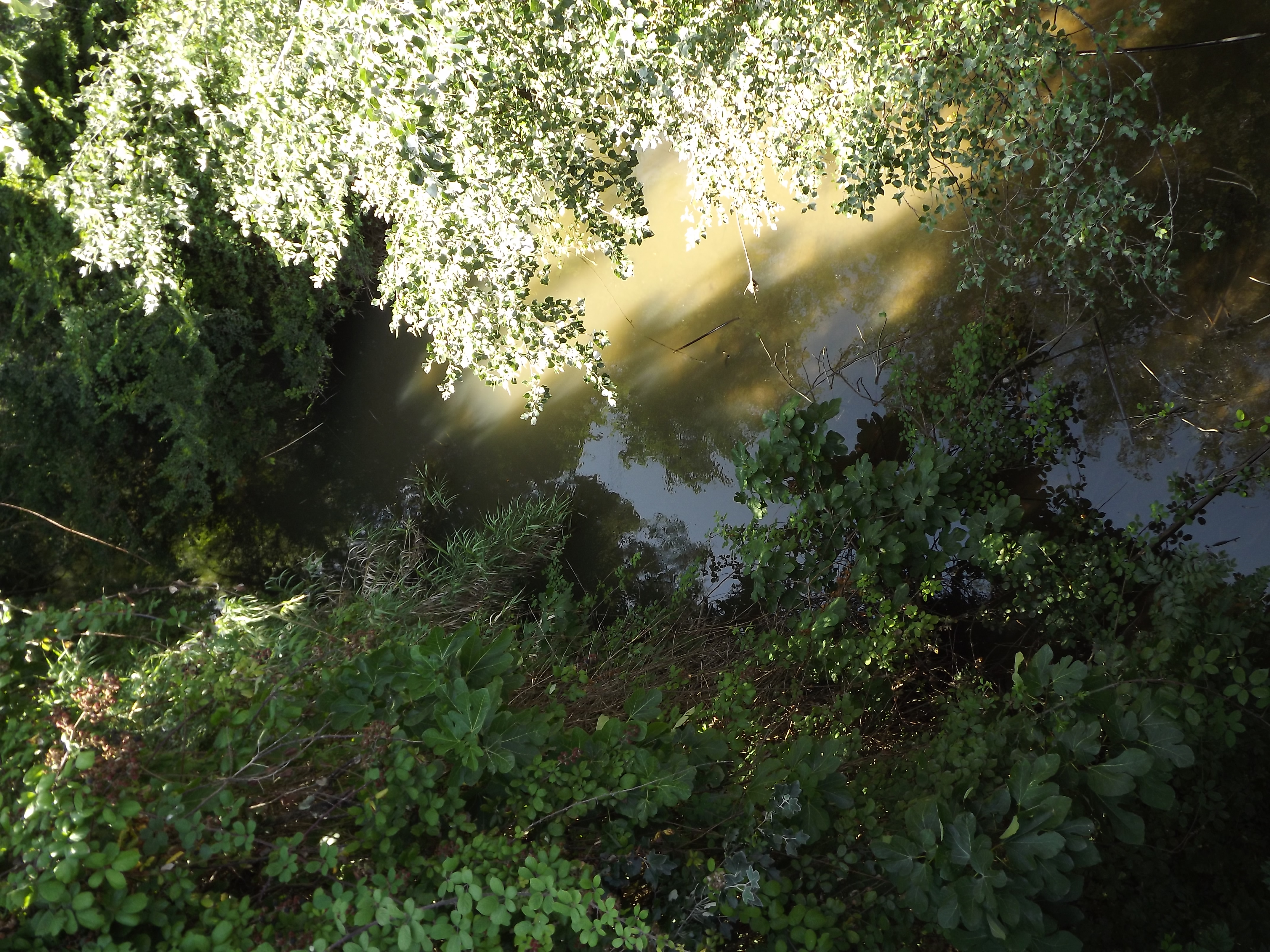
Ribeira da Atalaia (localmente conhecida por Ribeira da Ponte da Pedra). Foto tirada na ponte da N3 na fronteira entre a freguesia de São João Batista e o Município de Vila Nova da Barquinha.

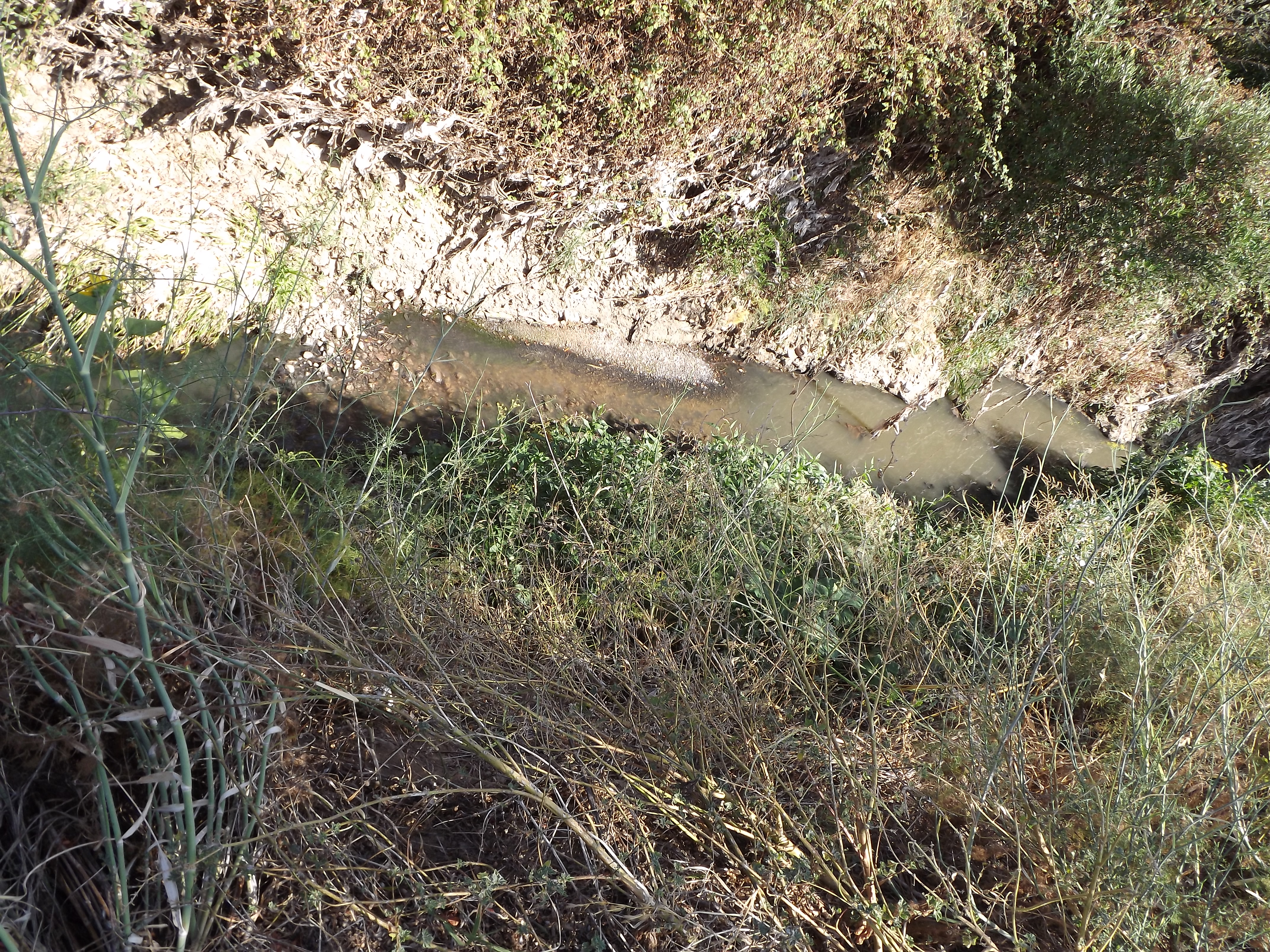
Ribeira de Santa Catarina. Parte do percurso desta ribeira que se encontra a descoberto na freguesia.

## Cursos de água
A freguesia é atravessada pela Ribeira de Santa Catarina (aproximadamente 1100 metros cobertos e aproximadamente 720 metros descobertos).
A freguesia é ainda delimitada em parte pela Ribeira da Atalaia (localmente conhecida por Ribeira da Ponte da Pedra).

## Infra-estruturas

#### Centro Cultural
Local onde funciona a Galeria Municipal e onde ocorrem também diversos eventos culturais e musicais ao longo do ano.

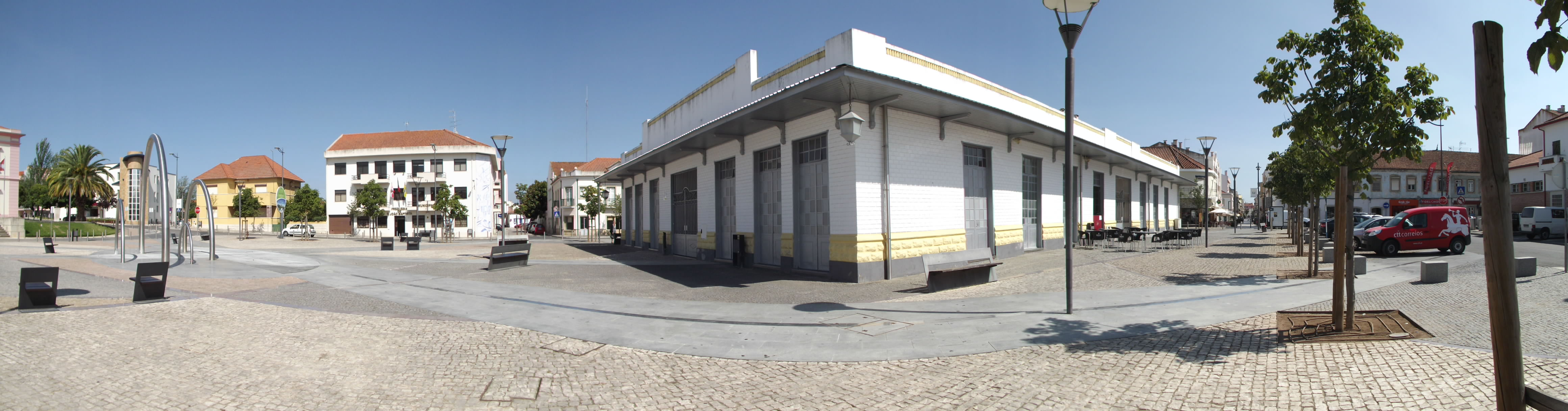
À esquerda o Largo José Duarte Coelho e o edifício da Junta de Freguesia, com a biblioteca municipal no primeiro andar. Ao centro da imagem o Centro Cultural. À direita da imagem a Rua onde se concentra a maior parte do comércio tradicional.

#### Religiosos
Igreja Matriz do Entroncamento e a Capela de São João Baptista.

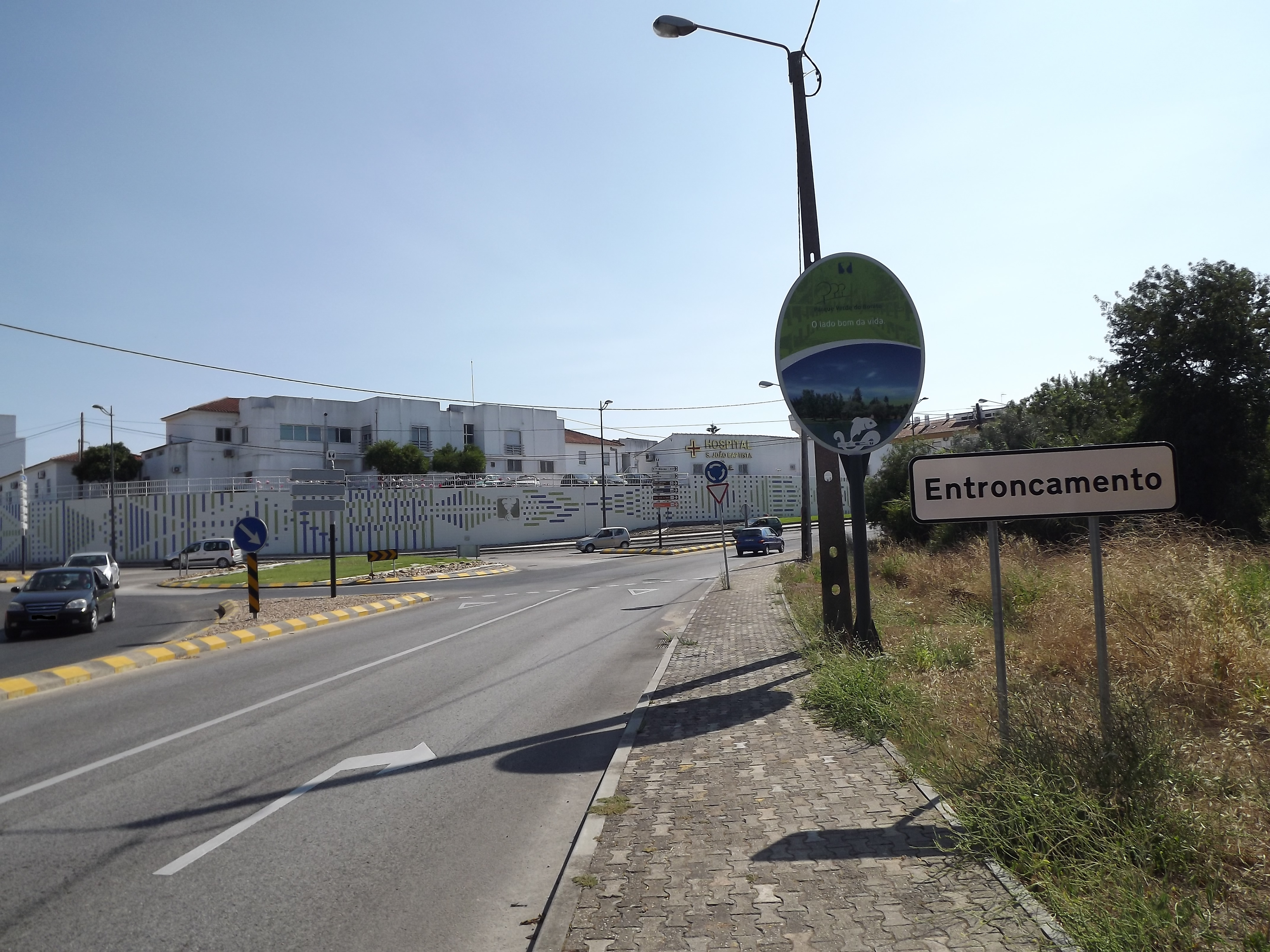
Uma das entradas para a freguesia. O Hospital São João Baptista ao fundo da imagem.

### Saúde
Hospital S. João Baptista (privado da Santa Casa da Misericórdia do Entroncamento), diversas clínicas dentárias e duas clínicas veterinárias.

### Segurança
A esquadra da Polícia de Segurança Pública Portuguesa (PSP) e as instalações dos Bombeiros Voluntários do Entroncamento estão localizados nesta freguesia.

### Túneis & Pontes
No limite da freguesia existem diversas pontes e túneis devido ao facto do município ser atravessado pelos caminhos-de-ferro do norte e da Beira Baixa.

### Espaços Verdes

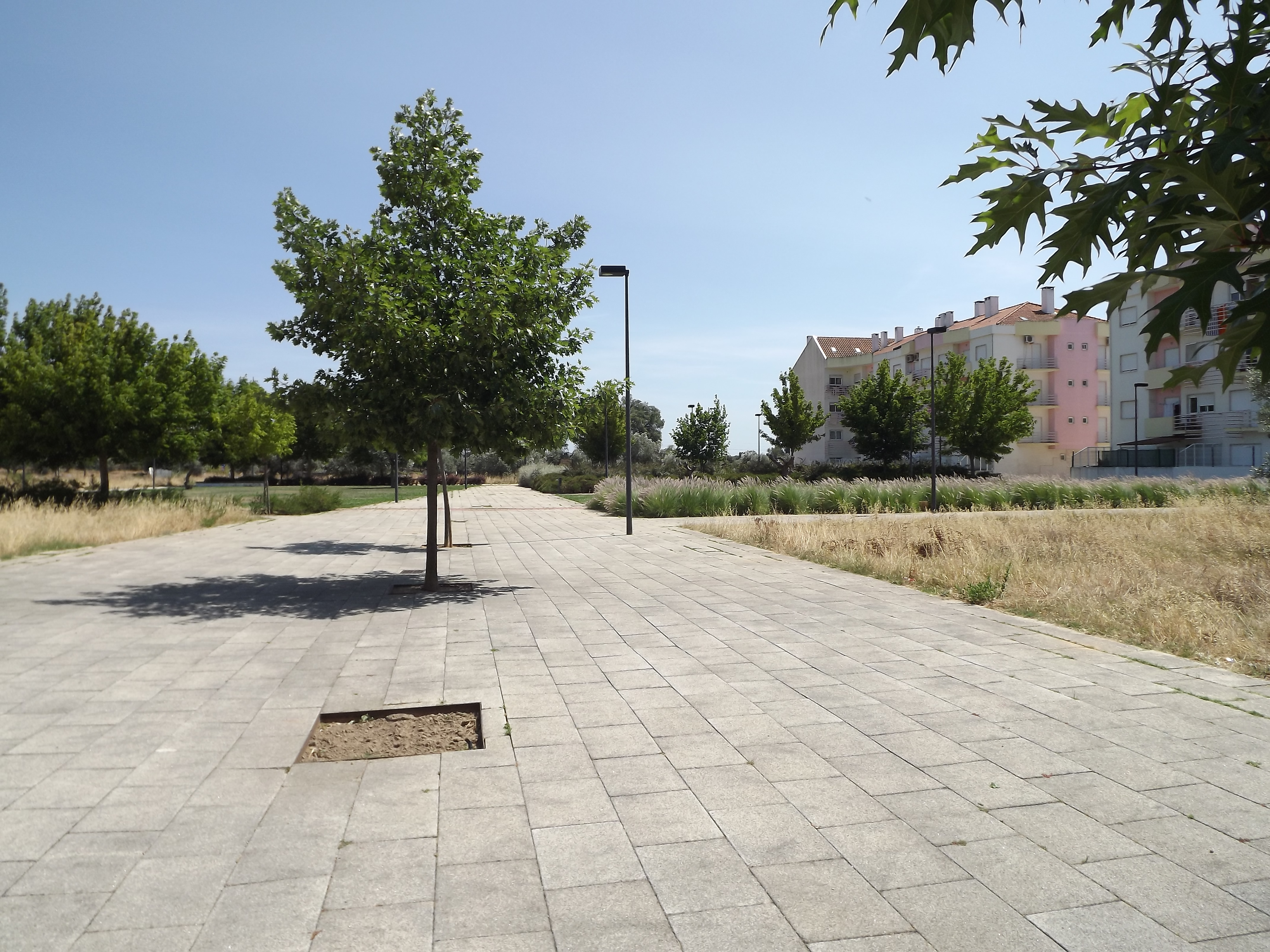
Zona Verde próxima da Av. Amilcar Cabral

Jardim Serrão Lopes (vulgarmente conhecido por "Zona Verde") e o Jardim Parque Dr. Pereira Caldas (vulgarmente conhecido por "Jardim d'Aranha" em virtude de em tempos ter tido uma estrutura por baixo do coreto que parecia uma aranha).

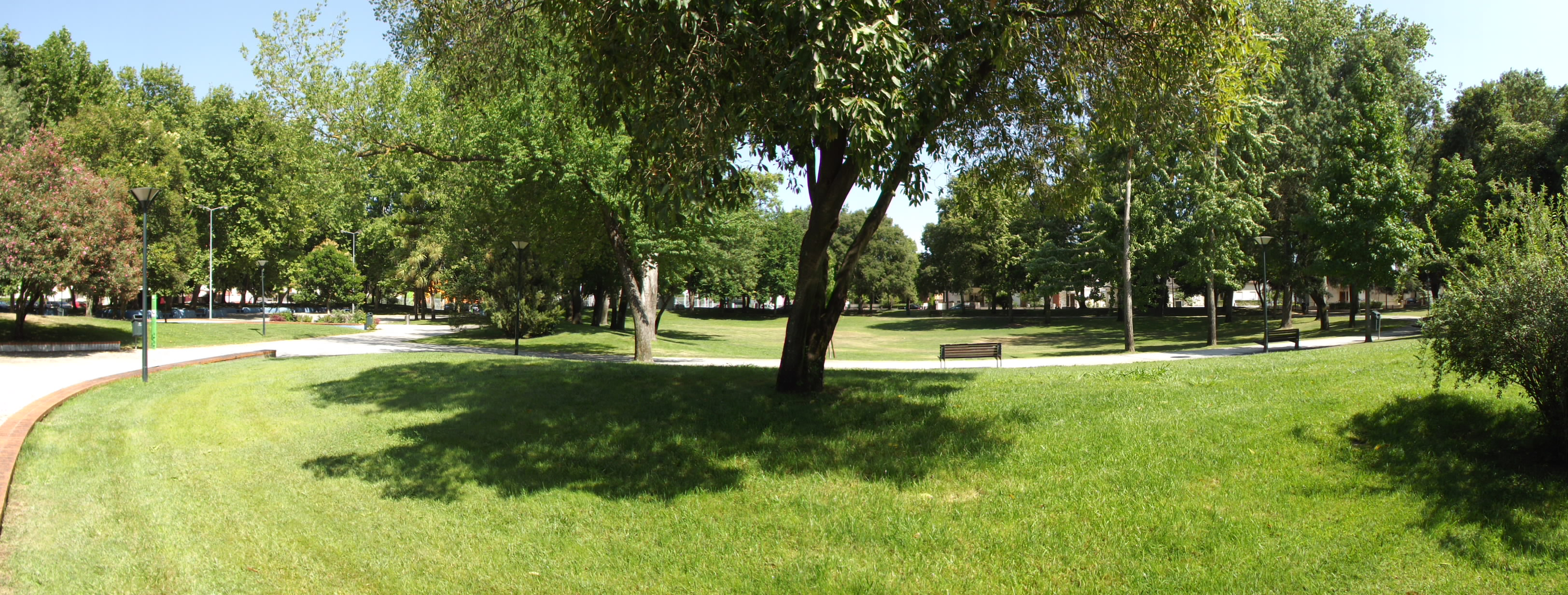
Jardim Serrão Lopes (vulgarmente conhecido por "Zona Verde")

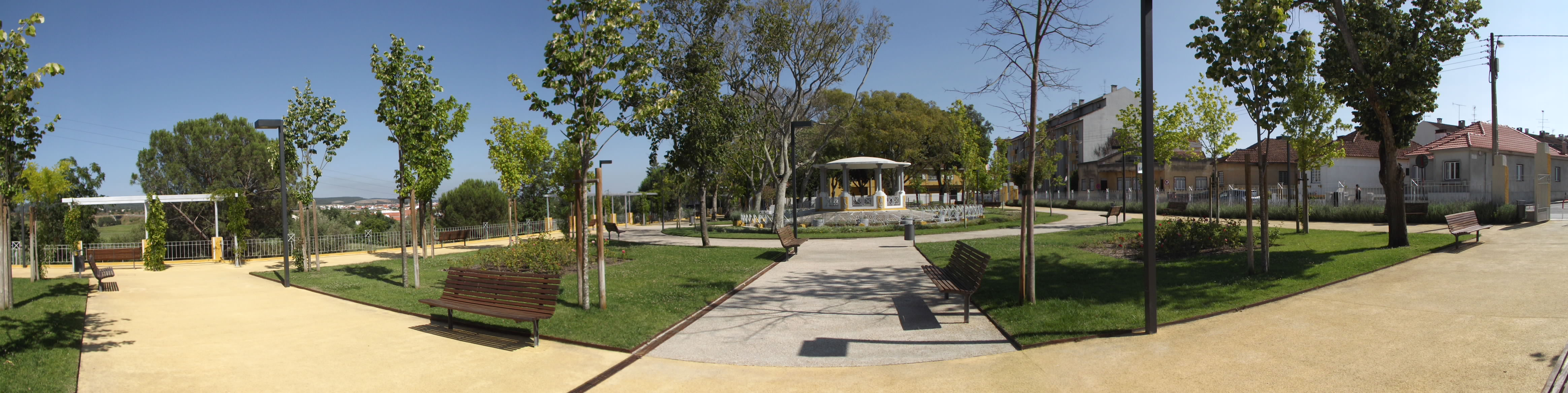
Jardim Parque Dr. Pereira Caldas (vulgarmente conhecido por Jardim d'Aranha) - Vista panorâmica sobre parte do jardim. Ao centro o Coreto.

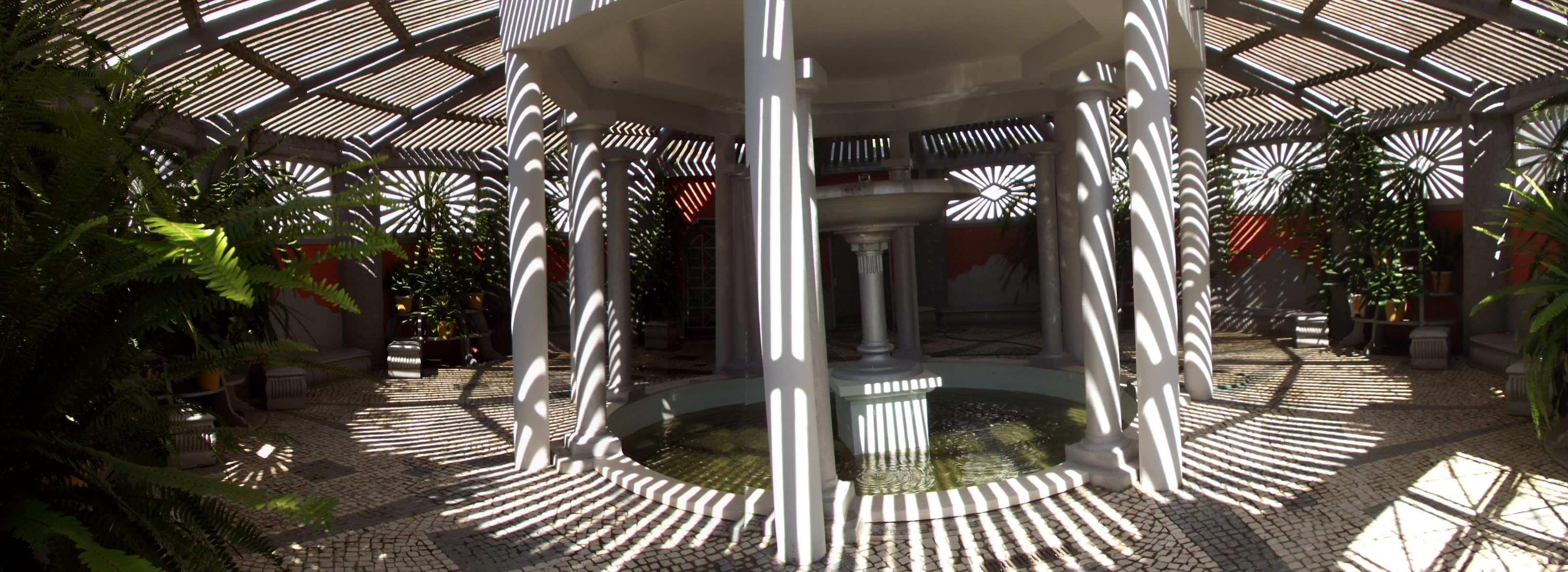
Fonte de água por baixo do coreto. Este espaço encontra-se normalmente encerrado ao público, mas é possível vê-lo do lado de fora.

### Internet Wi-Fi
Existem centenas de pontos de acesso Wi-Fi das operadoras Altice e NOS (sujeitos às condições de acesso das respetivas empresas, que poderá implicar custos).
Em alguns locais públicos também existem pontos de acesso Wi-Fi providenciados pelo município (tem de registar-se ao aceder ao serviço).

### Internet Fixa
Na freguesia existe acesso à Internet disponível por ADLS/ADSL2+, cabo (rede NOS) e rede de fibra ótica (Altice).

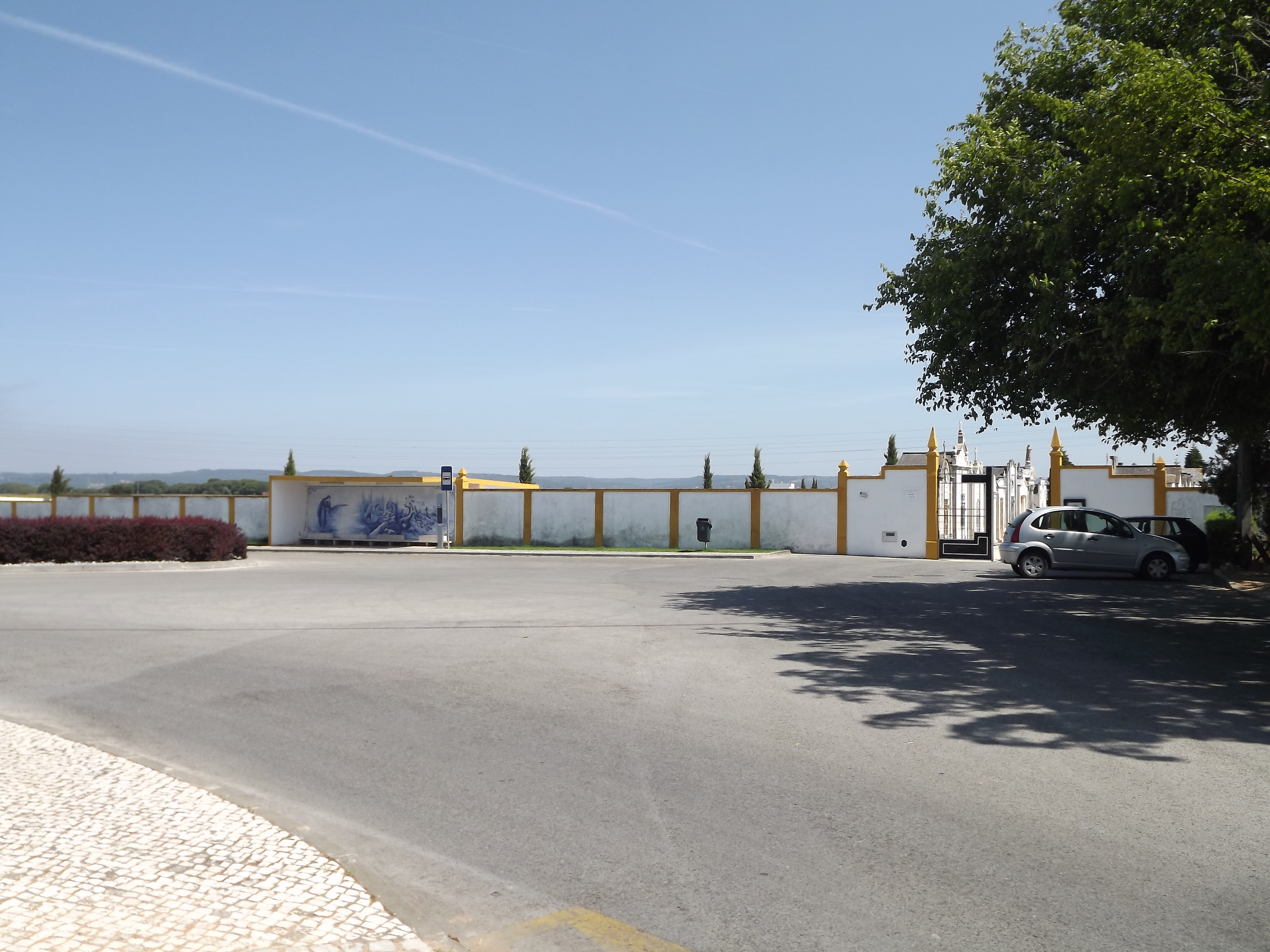
Cemitério - São João Batista - Entroncamento

### Gás canalizado
A freguesia está parcialmente coberta por uma rede de distribuição de gás natural canalizado.

### Outros

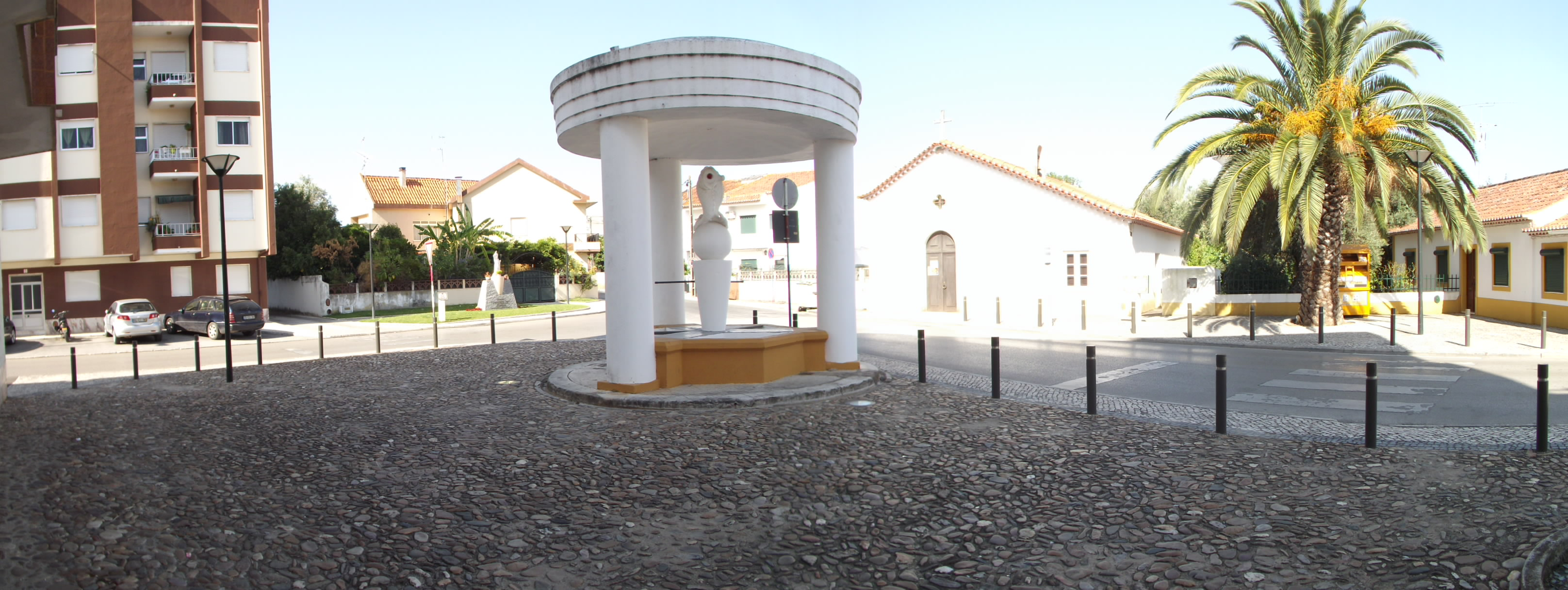
Chafariz das Vaginhas, na freguesia de São João Batista - Entroncamento.

- Chafariz das Vaginhas.[50][51]
- Monumento ao Infante de Sagres.
- Posto de combustíveis Prio
- Cine-Teatro S. João, reaberto & inaugurado a 24 de junho de 2019[52]
- O cemitério do município encontra-se nesta freguesia
- A estação de tratamento de águas residuais encontra-se nesta freguesia

### Ensino e Saber
Nesta freguesia existe a nível público a Escola Básica António Gedeão (com valência de Jardim de Infância), Escola Básica da Zona Verde (com valência de Jardim de Infância), Escola Dr. Ruy D'Andrade (ensino básico do 2º e 3º ciclos). A nível de ensino privado estão presentes a Escola Profissional Gustave Eiffel e Externato Mouzinho de Albuquerque, a escola Fernave - Instituto de Formação Profissional, o Jardim-Escola João de Deus (creche até 1.º ciclo do Ensino Básico), Infantário do Centro Social Paroquial e Escola Rumo ao Futuro, e o Infantário Encoprof.
A biblioteca municipal está instalada no edifício da junta de freguesia.

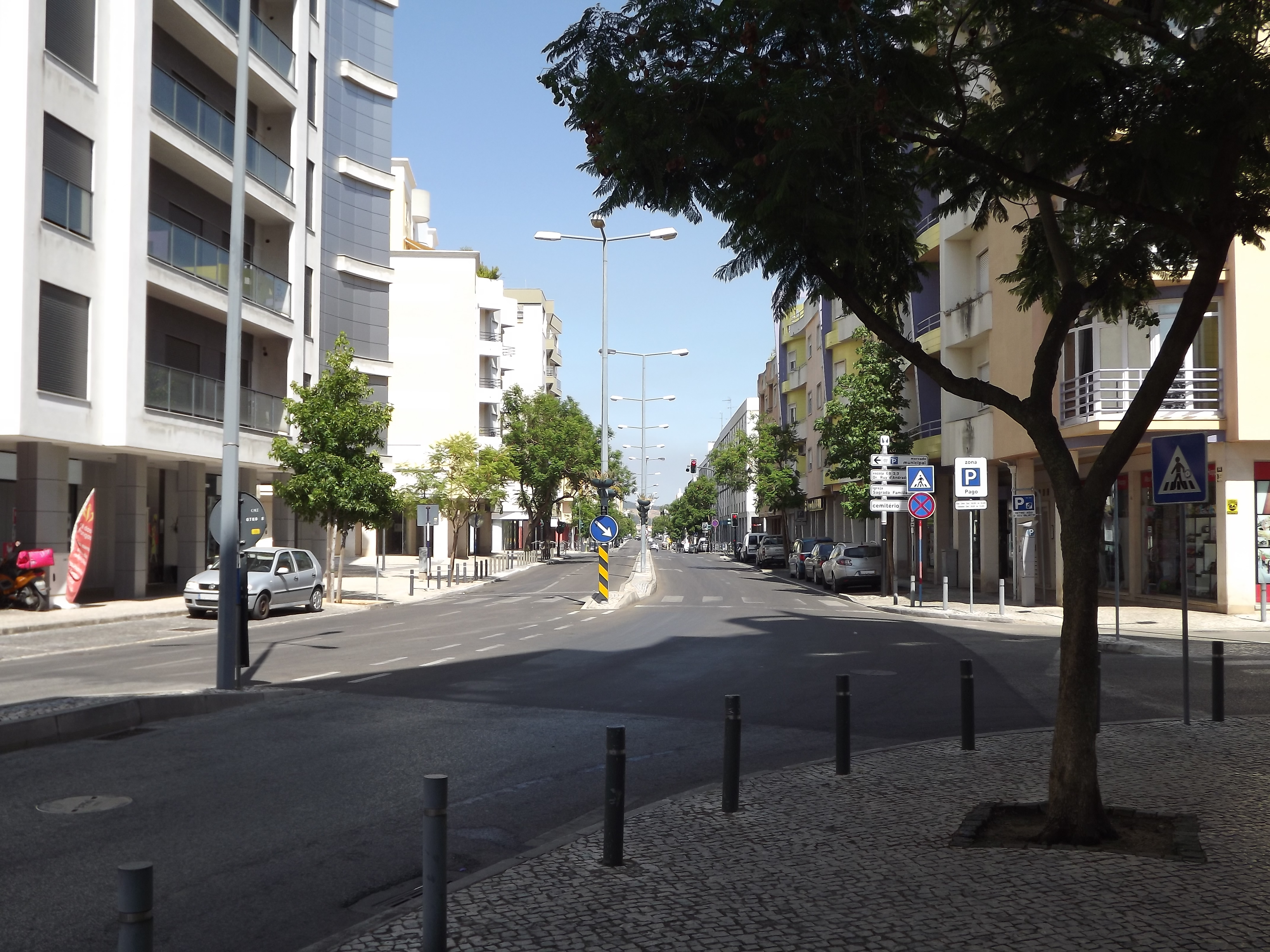
Av. José Eduardo Vitor das Neves. A principal avenida comercial da freguesia, com início na estrada N365 e fim na Praça da República em frente à estação de caminhos-de-ferro.

## Economia
A economia da freguesia baseia-se sobretudo no comércio e serviços. A maior parte do comércio tradicional do município encontra-se concentrado nesta freguesia. Os supermercados de maior relevo são o Continente Bom Dia, e o Pingo Doce. Existem ainda alguns centros comerciais: "Shopping Parque", "Túnel", "Primavera" e o "D. Nuno". Existe ainda o Centro Comercial Avenida que se encontra atualmente fechado (não obstante a maioria das lojas com acesso direto para a rua estarem a funcionar).
Por iniciativa do município está implementado nesta freguesia o Centro Empresarial do Entroncamento, cujo objetivo é apoiar o arranque de empresas na fase inicial possibilitando que os empresários possam testar a sua ideia de negócio, sem custos de infra-estrutura físicas, durante um período de 6 meses.
Existem ainda algumas áreas de cultivo agrícola na zona sul da freguesia.

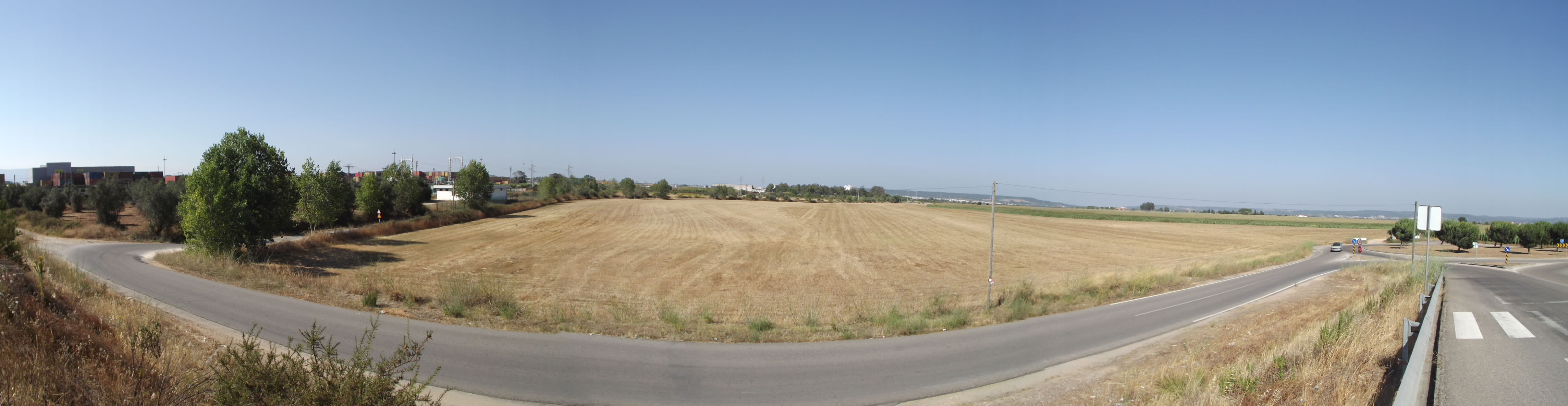
Vista parcial sobre os campos agrícolas existentes na zona sul da freguesia de São João Batista - Entroncamento. Foto tirada no limite entre a freguesia de São João Batista e o Município de Torres Novas (próximo das linhas de caminho-de-ferro da linha do norte).

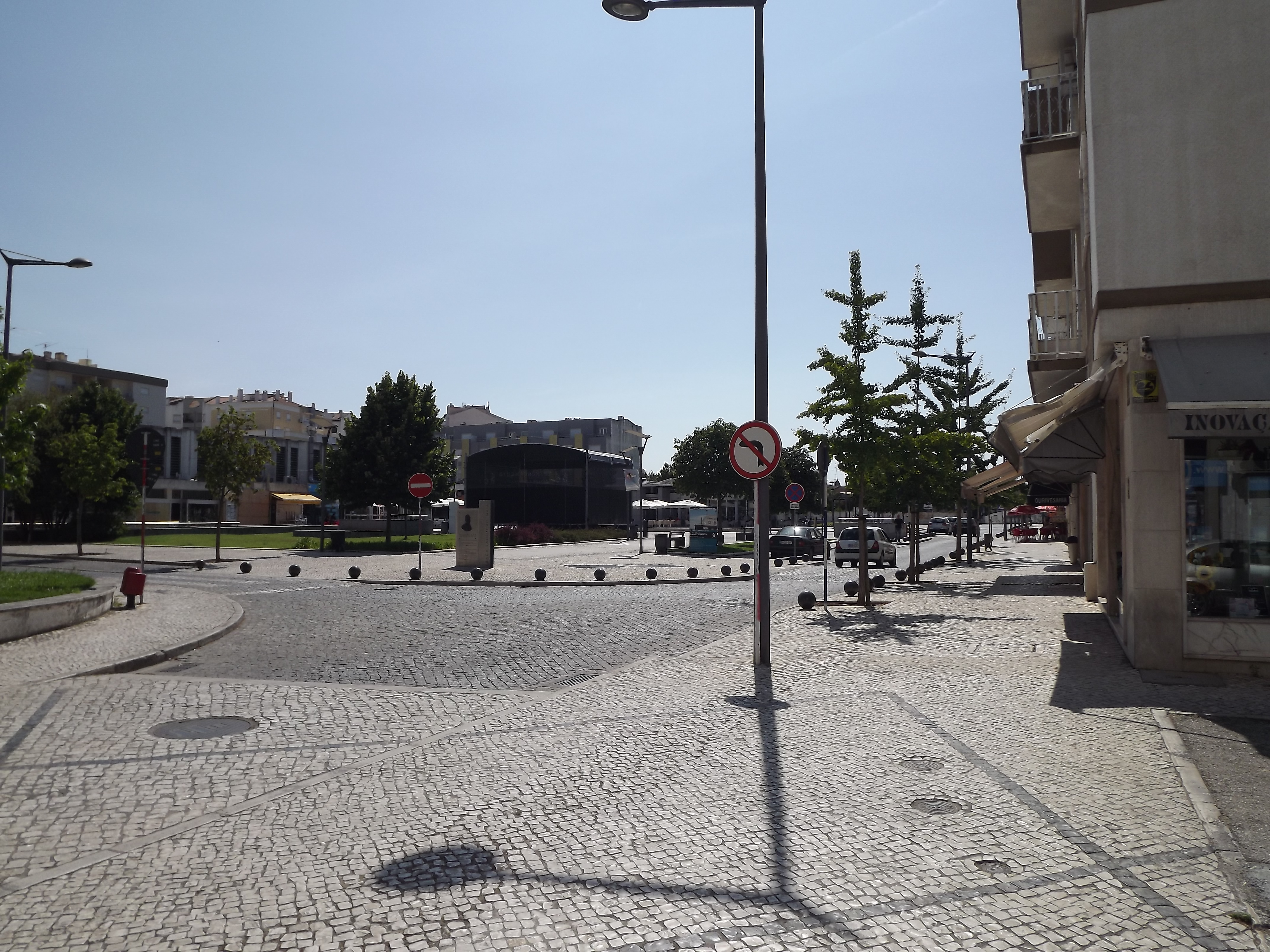
Praça Salgueiro Maia

## Vida noturna
A vida noturna nesta freguesia, quando o tempo está convidativo para tal, passa sobretudo pela Praça Salgueiro Maia onde existe variada oferta de cafés e bares com esplanadas no exterior.
Durante o verão as zonas verdes mais procuradas à noite são o Jardim Serrão Lopes (vulgarmente conhecido por "Zona Verde"), os espaços verdes próximos do Bairro da Conferpor junto à Av. Amilcar Cabral e para caminhadas a avenida na parte de trás da Escola Dr. Ruy D'Andrade.

## Associações
Diversas associações estão presentes nesta freguesia:

### Associações desportivas
- Associação de Patinagem do Ribatejo;
- Clube Amador de Desportos do Entroncamento (CADE)
- Clube Amador de Pesca do Entroncamento;
- Clube Columbófilo - Asas do Entroncamento;
- Grupo Recreativo 1º de Outubro de 1911 ("O Parafuso");
- Núcleo de Andebol do Entroncamento;
- União Futebol Entroncamento.[59]

### Associações Culturais e Recreativas
- Academia Cultural e Recreativa de Dança do Entroncamento;
- Clube de Campismo do Entroncamento;
- Orfeão do Entroncamento;[60]
- Associação Concórdia Música.

### Associações de Solidariedade Social
- Banco Local de Voluntariado do Entroncamento.[61]

## Jornal
O jornal da cidade: Entroncamento Online tem sede nesta freguesia.

## Património
Património arquitetónico referenciado no SIPA:
- Câmara Municipal do Entroncamento
- Capela de São João Baptista
- Cine-Teatro São João
- Edifício dos Correios, Telégrafos e Telefones, CTT, do Entroncamento
- Hospital São João Baptista
- Igreja Paroquial do Entroncamento / Igreja da Sagrada Família
- Jardim-Parque Dr. José Pereira Caldas
- Centro Cultural do Entroncamento
- Tribunal Judicial do Entroncamento